# Paris Motor Show
O Paris Motor Show (francês: Mondial de l'Automobile) é um salão do automóvel em Paris realizado durante o mês de outubro, é um dos salões de automóveis mais importantes, muitas vezes com muitos novos automóveis de produção e lançamentos de carros-conceito. O show atualmente acontece em  Paris expo Porte de Versailles. O Mondial é programado pela Organization Internationale des Constructeurs d'Automobiles, que o considera um grande salão do automóvel internacional.
Em 2016, o Salão do Automóvel de Paris recebeu 1.253.513 visitantes, tornando-se o salão do automóvel mais visitado do mundo, à frente de Tóquio e Frankfurt.
Os números-chave do show são: 125.000 m 2 de exposição, 8 pavilhões, 260 marcas de 18 países, 65 estreias mundiais, mais de 10.000 test drives para carros elétricos e híbridos, mais de 10.000 jornalistas de 103 países. Até 1986, chamava-se Salon de l'Automobile; tomou o nome de Mondial de l'Automobile  em 1988 e Mondial Paris Motor Show em 2018.
O show foi realizado anualmente até 1976; desde então, tem sido realizada a cada dois anos.

## História
O show foi o primeiro salão do automóvel do mundo, iniciado em 1898 pelo pioneiro da indústria, Jules-Albert de Dion. Depois de 1910, foi realizada no Grand Palais na Champs-Élysées. Durante a Primeira Guerra Mundial, os salões de automóveis foram suspensos